# كارلو سيبولا
كارلو سيبولا (15 أغسطس 1922-5 سبتمبر 2000) كان رجلاً اقتصادياً من ايطاليا، وهو مؤلف واستاذ جامعى وكاتب غير روائى ومؤرخ اقتصادي

## مقالاته
كتب سيبولا مقالتين عن الاقتصاد باللغة الإنجليزية وتم تداولهما بين الأصدقاءه في عامي 1973 و 1976 ثم فكر في نُشرهما في عام 1988 تحت عنوان (بالإيطالية: Allegro ma non troppo)‏ وتعني («إلى الأمام ولكن ليس سريعًا» أو «سعيد ولكن ليس سعيداً»).
- المقال الأول حول دور التوابل (والفلفل الأسود على وجه الخصوص) في التنمية الاقتصادية في العصور الوسطى ثم يتتبع العلاقات بين استيراد التوابل والتوسع السكاني في أواخر العصور الوسطى بحيث افتراض وجود منشط جنسي طبيعي من تناول الفلفل الأسود.
- المقال الثاني «القوانين الأساسية للغباء البشري» حيث يسلط الضوء على موضوع الغباء بشكل مثير للجدل ويُنظر إلى الأشخاص الأغبياء على أنهم مجموعة أقوى بكثير من المنظمات مثل المافيا والمجمع صناعي عسكري والتي يمكنها أن تعمل بشكل موثر وبتنسيق لا يصدق بدون وجود قائد أو أنظمة ولوائح أو بيان لتلك المجموعة.

هذه هي قوانين سيبولا الخمسة الأساسية للغباء:
1. دائماً وأبداً ما يستهين الجميع بعدد الأغبياء من حولنا.
2. احتمالية أن يكون الشخص المعني غبياً هو أمر منفصل تماماً عن أية سمات لشخصيته.
3. الشخص الغبي هو ذلك الشخص الذي يتسبب في خسائر لشخص آخر أو مجموعة من الأشخاص، في حين أنه لا يعود عليه أي افادة من ذلك بل ربما تجعله يتكبد خسائر فادحة.
4. دائماً ما يستخف الأشخاص غير الأغبياء بالقوة المدمرة لدى الأشخاص الأغبياء وعلى وجه الخصوص وهم ينسون دائمًا بأن الأشخاص غير الأغبياء في كل زمان ومكان وتحت أي ظرف من الظروف، فإن التعامل و/أو الارتباط بأشخاص أغبياء يتكلفون الكثير مقابل ذلك الخطأ.
5. الشخص الغبي هو أخطر أنواع الأشخاص.

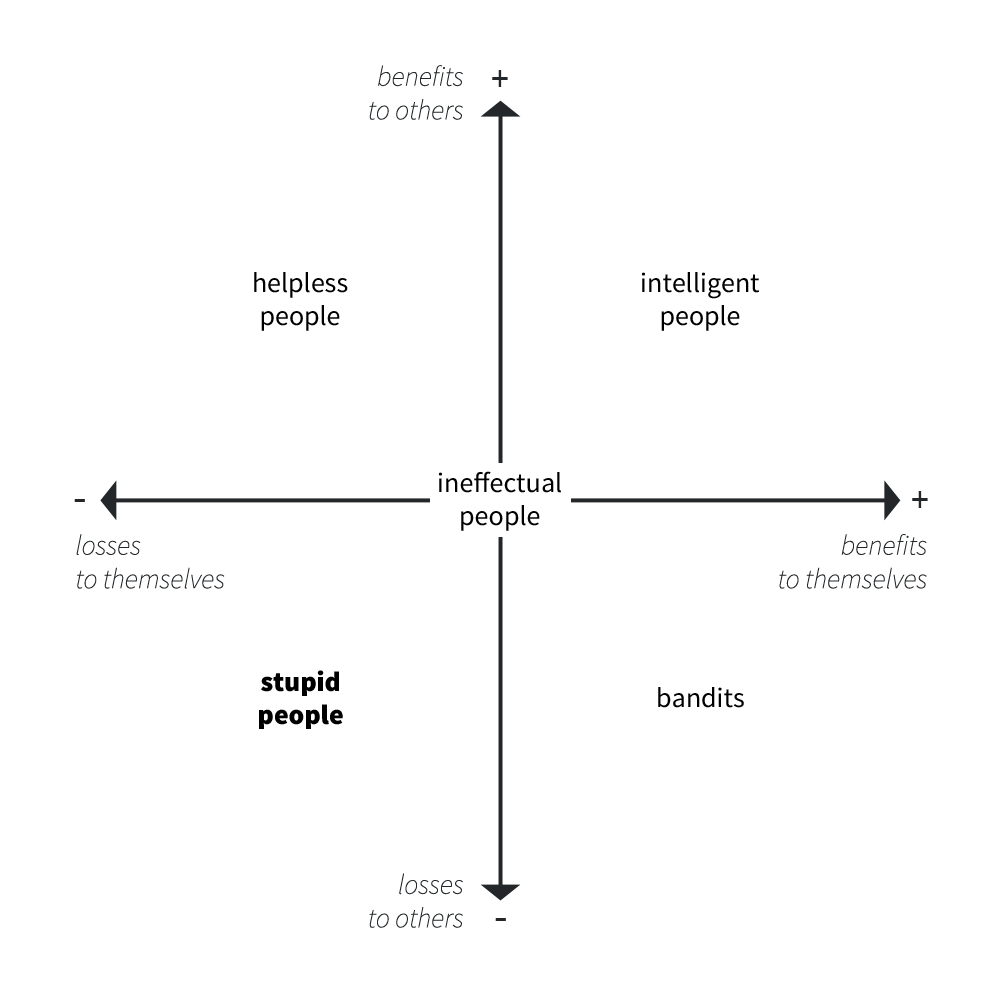
رسم بياني بالفوائد والخسائر التي يسببها الفرد لنفسه أو يسببها للآخرين

كما يتضح من القانون الثالث لكارلو هناك عاملين يجب مراعاتهما عند استكشاف الغباء في السلوك البشري:
- الفوائد والخسائر التي يسببها الفرد لنفسه.
- الفوائد والخسائر التي يسببها الفرد للآخرين.

هنا من خلال رسم بياني الذي يوضح الفوائد والخسائر بنسبة للفرد والمجموع حيث يكون على المحور السيني الفراد وعلى المحور الصادي المجموعة لنحصل على أربع مجموعات من الأشخاص مع فئة إضافية (الأشخاص غير المؤثرين) سواء الموجودة في حد ذاتها أو مأخوذة من أعضاء كل منها الفئة السابقة التي يكون موضعها بالنسبة إلى كلا المحورين هو الأقل تطرفًا.